# Furkotský potok
Der Furkotský potok (deutsch Furkotabach oder Rauschbach, ungarisch Furkota-patak, polnisch Furkotny Potok) ist ein Bach in der Nordslowakei, in der Landschaft Liptau (slowakisch Liptov).
Die Quelle des Furkotský potok liegt im Tal Furkotská dolina und wird mit dem Bergsee Vyšné Wahlenbergovo pleso angegeben, obwohl der Bach zuerst nur unterirdisch fließt und taucht erst auf der dritten Terrassenstufe auf, nachdem er die Seen Soliskové pliesko und Nižné Wahlenbergovo pleso passiert hat. Der Bach fließt nach Süden und Südwesten und mündet als linksseitiger Zufluss in den Biely Váh westlich von Štrbské Pleso, knapp flussaufwärts des Straßenzugs Cesta Slobody. In älteren Quellen wird die Mündung als Zusammenfluss mit dem Zlomiskový potok zum Biely Váh bezeichnet.
Der ursprüngliche Name des Bachs war Frkota, später Furkota und erhielt seinen Namen nach dem „glucksenden“ oder „plätschernden“ Wasserlauf, slowakisch frkot genannt (für weitere Etymologie siehe den Artikel Furkotská dolina). Vom Bachnamen wurden sämtliche geographische Namen mit den Adjektiven furkotská/-ské/-ský in der Nähe abgeleitet, wobei sogar der Bach selbst nach diesem Muster neu benannt wurde.